# Armstrong Whitworth A.W.52
L'Armstrong Whitworth A.W.52 era un aereo sperimentale, progettato nel 1944 dall'ingegnere John Lloyd su incarico del dipartimento dell'aeronautica britannica e realizzato dall'azienda britannica Armstrong Whitworth Aircraft in soli due esemplari tra il 1947 e il 1948.
Era detto ala volante per la sua forma caratteristica, analogo all'americano Northrop YB-49 che ha volato circa un mese e mezzo prima, ed entrambi derivati dal tedesco Horten Ho 229.

## Storia del progetto
Il progetto vide la luce nel 1944 a partire da un aliante sperimentale denominato AW-54G.
Nonostante il via libera da parte del dipartimento dell'aeronautica inglese, il progetto non ebbe un seguito pratico, principalmente a causa del prezzo elevato derivato dalla sua innovativa struttura. Inoltre alcuni errori di progettazione, causati dalle scarse conoscenze dell'epoca in fatto di aerodinamica, rendevano difficile il controllo del velivolo alle alte velocità, difetto questo comune alle vecchie ali volanti come il dimostratore tecnologico statunitense Northrop YB-49.
Proprio il problema di stabilità portò all'incidente che distrusse il primo esemplare dell'A.W.52 il 30 maggio 1949. L'incidente, per fortuna privo di conseguenze per l'equipaggio, costrinse il pilota collaudatore John Lancaster a paracadutarsi dal velivolo utilizzando il primo seggiolino eiettabile mai costruito ed utilizzato in Inghilterra, il Martin-Baker Type 1.
Il fatto però spinse le autorità inglesi ad accantonare definitivamente il progetto nel 1954, motivandone l'abbandono con l'inaffidabilità della struttura ad ala volante.

## Tecnica
L'aereo, che era lungo 12 metri e alto 4,6 metri e aveva un'apertura alare di 30 metri, era spinto da due motori turboventola Rolls-Royce Nene capaci di 5 000 libbre di spinta, i quali gli consentivano di raggiungere una velocità massima di 805 km/h (500 mph, 434,5 kt) al livello del mare e una quota di 10 973 m (36 000 ft), con un'autonomia massima di 2 414 km (1 500 mi, 1 303 nmi).
La massa a vuoto era di 19 662 libbre, mentre quella a pieno carico era di 34 154 libbre.
L'equipaggio era composto da due persone. I prototipi erano privi di armamento.

## Utilizzatori
Regno Unito
- Royal Aircraft Establishment